# Clausewitz Engine
Clausewitz Engine je herní engine vyvinutý společností Paradox Interactive. Poprvé byl použit při vývoji videohry Europa Universalis III (2007). Je pojmenován po pruském generálovi Carlu von Clausewitzovi a nabízí 3D pohled na část nebo celou mapu herního světa, a to v závislosti na tom, jak je hra nastavena. Hra Sengoku (2011) využívá nové verze enginu Clausewitz 2. Při vývoji hry Imperator: Rome (2019) byl také použít Clausewitz, nicméně s přidáním 64bitové softwaru známého jako „Jomini“ (pojmenován po švýcarském generálovi Antoine-Henri Jominovi). Ten vylepšuje 3D rendrování, ulehčuje tvorbu modů a nově také podporuje DirectX 11.

## Seznam her
- Europa Universalis III (2007)
- Europa Universalis: Rome (2008)
- Hearts of Iron III (2009)
- Victoria II (2010)
- Sengoku (2011)
- Crusader Kings II (2012)
- March of the Eagles (2013)
- Europa Universalis IV (2013)
- Stellaris (2016)
- Hearts of Iron IV (2016)
- Imperator: Rome (2019)
- Crusader Kings III (2020)